# 显脉旋覆花
显脉旋覆花（学名：Inula nervosa）为菊科旋覆花属的植物。分布在泰国、越南、缅甸、锡金、不丹、尼泊尔、印度以及中国大陆的云南、贵州、四川、广西等地，生长于海拔1,200米至2,100米的地区，常生于草坡、低山地区杂木林下或湿润草地，目前已由人工引种栽培。

## 别名
威灵仙（云南）、小黑药（云南、贵州）、黑威灵（云南思茅）、草威灵（昆明）、黑根（贵州兴义）、乌草根（广西白色）